# Ferrimolybdiet
Het mineraal ferrimolybdiet is een gehydrateerd ijzer-molybdaat met de chemische formule Fe3+2(MoO4)3·7(H2O).

## Eigenschappen
Het gele, zwavelgele of kanariegele ferrimolybdiet heeft een zijdeglans, een lichtgele streepkleur en de splijting van het mineraal is duidelijk volgens het kristalvlak [001]. Het kristalstelsel is orthorombisch. Ferrimolybdiet heeft een gemiddelde dichtheid van 4,25 kg/dm3, de hardheid is 2,5 tot 3 en het mineraal is niet radioactief.

## Naamgeving
De naam van het mineraal ferrimolybdiet is afgeleid van de mineraalsamenstelling; ferrum, de Latijnse naam voor het element ijzer en molybdeen.

## Voorkomen
De typelocatie van ferrimolybdiet is gelegen in Siberië. Het mineraal wordt verder gevonden in Oberlausitz, Sachsen, Duitsland.